# Tétrapyrrole

Structures :
- du pyrrole,
- de la porphine,
- des porphyrines et
- du porphyrinogène.

Les tétrapyrroles sont des composés comportant quatre cycles de pyrrole. À l'exception des corrinoïdes, les quatre noyaux de pyrrole sont interconnectés par des ponts à un atome de carbone (méthine ou méthylène), de façon linéaire ou cyclique. De par leur capacité à former des complexes avec les métaux, ces composés sont particulièrement importants pour les systèmes biologiques.
Les tétrapyrroles linéaires (pigments biliaires ou bilanes), qui ont trois ponts à un atome de carbone, comprennent :
- les produits de dégradation de l'hème (tels que la bilirubine),
- les phycobilines (présentes chez les cyanobactéries).

Les tétrapyrroles cycliques, ayant quatre ponts à un atome de carbone formant un macrocycle, comprennent :
- les porphyrines (telles que l'hème),
- les chlorines (telles que la chlorophylle a),
- les corrinoïdes (tels que la vitamine B12), des tétrapyrroles cycliques dont l'un des ponts méthine habituels est remplacé par une liaison directe entre deux pyrroles.